# Mitothemma angulipennis
Mitothemma angulipennis là một loài bướm đêm trong họ Noctuidae.